# Choi Yu-jin
Dans ce nom coréen, le nom de famille, Choi, précède le nom personnel.
Choi Yu-jin (en coréen : 최유진), dite Yujin (ko. : 유진), née le 12 août 1996, est une chanteuse sud-coréenne. Elle est membre du girl group coréen CLC, formé en 2015 par Cube Entertainment. Elle est aussi connue pour ses talents d'actrices, ayant joué dans plusieurs dramas coréens.
Elle participe au programme télévisé Girls Planet 999 en août 2021 et intègre le groupe Kep1er à la suite de celui-ci.

## Biographie

### 2014-2015: Débuts
Après avoir effectué des études à la Hallym Entertainment Arts High School Yujin rentre dans le groupe CLC en 2014 alors que ce dernier n'a pas encore un but purement lucratif. Ce n'est qu'à partir du 13 mars 2015 que la chanteuse intègre officiellement CLC en tant que chanteuse secondaire, danseuse et visuel du groupe. Yujin est alors la 4e membre présentée par Cube entertainment après Sorn, Yeeun et Seungyeon. Le groupe débute avec la chanson Pepe le 19 mars 2015 qui fait partie de leur premier EP intitulé First Love.

### 2015-2021: Carrière avec CLC
Le groupe féminin, maintenant composé de 7 membres avec l'arrivée d'Elkie et Eunbin, enchaîne les mini-albums avec Refresh, Nu.Clear puis Chamisma. Yujin fait ses débuts en 2016 au cinéma avec le rôle mineur de Chun Yoo Na dans le drama Nightmare Teacher.
C'est avec la sortie du mini-album Crystyle en janvier 2017 que CLC commence à se faire un nom, notamment avec la publication du titre Hobglobin. À l'été 2017, le groupe féminin propose une version plus romantique d'elles-mêmes avec la sortie de Where are you?, issue de l'EP Free'sm. La même année, elle obtient un rôle secondaire dans la comédie dramatique Green Fever. Il s'ensuit la publication du minialbum Black Dress en 2018, également l'un des plus grands succès du groupe.
Au début de 2019, Yujin, ainsi que les autres membres du groupe, dévoile son compte Instagram. Malgré le succès que gagne CLC, le groupe n'a que peu d'activités promotionnelles. Ce n'est que fin 2019 que les chanteuses reviennent sur le devant de la scène avec leur 8e EP, intitulé No.1, et leur titre phare, NO. Le groupe obtient sa première récompense lors de l'émission musicale The Show, avec leur musique NO, le 12 février 2019, battant au même instant le record du groupe féminin de k-pop à obtenir sa première récompense le plus longtemps après ses débuts. L'album est un succès, étant leur tout premier album à rentrer dans le top 5 du Gaon Album Chart et du Billboard World Album Chart. C'est aussi leur tout premier album à se classer dans le Billboard Heatseekers Charts et Billboard Independent Chart. L'album a été vendu plus de 12 000 exemplaires au mois de février 2019, un record pour le groupe.
CLC, après le succès fulgurant de NO, publie les singles ME et DEVIL en 2019, puis, grâce un projet mondial de la part des fans, ces singles rentrent pour la première fois dans le Billboard World Digital Songs Chart, à la place 5 et 7 respectivement, plusieurs mois après leurs sorties originales. En octobre 2019, Yujin participe à l'émission The King of Mask Singer sous l'identité de Star Candy et fait grande impression en interprétant If it is you de Jung Seung Hwan. En 2020, CLC présente leur single Helicopter, une chanson faisant écho aux épreuves traversées par le groupe, donnant un semblant de renouveau au groupe.

### 2021: Girls Planet 999
Après le départ du groupe de la chanteuse Elkie, Yujin intègre l'émission Girls Planet 999.
Le 13 août 2021, Yujin annonce publiquement la fin des activités du groupe CLC pendant l'émission, déclarant que leur label ne leur assignera plus aucune activité, pour des raisons de rendements insuffisants. La jeune chanteuse révélera s'être sentie « invisible » pendant les promotions de son ancien groupe, et veut tenter à nouveau sa chance de vivre de sa passion au travers de cette aventure.

## Filmographie

### Émissions télévisées
- 2015 : Real Man (진짜 사나이)[21]
- 2015 : Comedy Big League (코미디빅리그)[22]
- 2016 : Same Bed, Different Dreams (동상이몽, 괜찮아 괜찮아)
- 2019 : King of Mask Singer (미스터리 음악쇼 복면가왕)[23]
- 2021 : Girls Planet 999 (걸스플래닛999)[24]

### Séries
- 2016 : Nightmare Teacher (악몽선생) : Chun Yoo-na[25]
- 2017 : Green Fever  (내일부터 우리는) : Yu-jin[26]
- 2021 : So Not Worth It (내일 지구가 망해버렸으면 좋겠어) : Han Hyun-ah (caméo)